# Liberal Party of Australia
Liberal Party of Australia er det ene af de to store politiske partier i Australien (det andet er Australian Labor Party. Liberal Party of Australia er politisk placeret som centrum-højre. Partiet blev grundlagt i 1944 som en efterfølger til United Australia Party (UAP).
Politisk indgår Liberal Party som det største og dominerende parti i The Coalition, en koalition med National Party of Australia som partner. I to af Australiens delstater er de to partier sammenlagt under navnene Country Liberal Party of the Northern Territory og Liberal National Party of Queensland. Bortset fra kortere perioder har Liberal Party og dets forgænger altid opereret i tilsvarende koalitioner siden 1920'erne.
Partiets leder er Scott Morrison, der den 24. august 2018 overtog lederskabet af paritet efter Malcolm Turnbull. Næstformand er Josh Frydenberg.